# Цэгмидийн Намсрайжав
Цэгмидийн Намсрайжав (монг. Цэгмидийн Намсрайжав; 15 июня 1927, аймак Дархан-Уул — 7 октября 1987) — монгольский композитор, дирижёр, концертмейстер. Народный артист Монголии (1981). Лауреат Государственной премии Монголии (1971). Один из основателей Монгольского симфонического оркестра.

## Биография
С 1949 по 1952 год работал музыкантом-валторнистом. Получил первые знания в области создания симфонической музыки
под руководством А. Белоусова. Сочинил своё первое произведение для симфонического оркестра Монголии «Революционный героический марш».
В 1952 году поступил на дирижёрское отделение Московской консерватории им. П. И. Чайковского.
Стал первым дирижёром с высшим образованием на своей родине.
Первый дирижёр Монгольского симфонического оркестра (1957).
В 1951 году был удостоен звания заслуженного артиста МНР. В 1971 году получил Государственную премию за патриотическую песню «Халуун элгэн нутаг».

## Творчество
- Симфония «Хувдай Ишигнии Паян»,
- Симфония «Праздник достатка»,
- Симфоническая поэма «Гоби Гурван Сайхан»,
- Более 20 музыкальных произведений для детей,
- Сольная музыка, вальсы, музыкальные представления, танцевальная музыка и др.
- Балет «Охотник и олень»